# Euphilotes martini
Euphilotes martini är en fjärilsart som beskrevs av Rudolf H.T. Mattoni 1954. Euphilotes martini ingår i släktet Euphilotes och familjen juvelvingar. Inga underarter finns listade i Catalogue of Life.